# Karl U. Smith

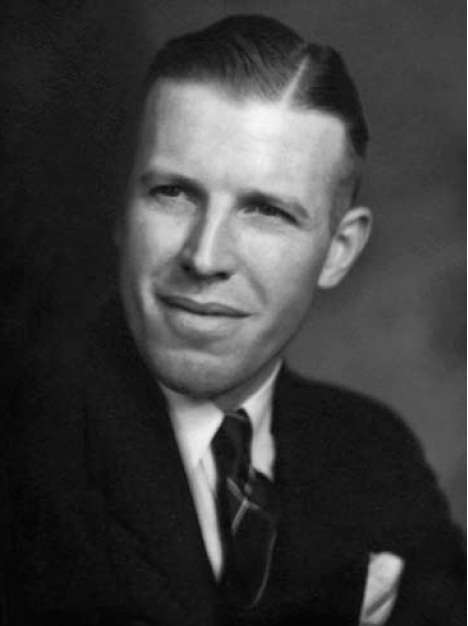
Karl Ulrich Smith

Karl Ulrich Smith (* 1. Mai 1907 in Zanesville, Ohio; † 22. Juni 1994 in Lake Wales, Florida) war ein US-amerikanischer Physiologe, Psychologe und Verhaltenskybernetiker. 
Smith beschäftigte sich unter anderem mit der Interaktion von Mensch und Technik und war maßgeblich an der Entstehung der Forschungsrichtung Human Factors beteiligt, die sich mit der sicheren und menschengerechten beziehungsweise gesundheitsgerechten Gestaltung von Produkten, Arbeitsmitteln und Arbeitssystemen befasst.

## Werke
- Karl U Smith; William M Smith: The behavior of man; introduction to psychology. New York: Holt, Rinehart and Winston, 1958.
- Karl U Smith: Delayed sensory feedback and behavior. Philadelphia ; London : W.B. Saunders Co., 1962.
- Karl U Smith; William Milton Smith: Perception and motion : an analysis of space-structured behavior. Philadelphia: Saunders, 1962.
- Karl U Smith; Margaret Foltz Smith: Cybernetic principles of learning and educational design. New York: Holt, Rinehart and Winston, 1966.
- Karl U Smith; Margaret Foltz Smith: Psychology; an introduction to behavior science. Boston: Little, Brown, 1973.